# Férébory Doré
Férébory Doré (ur. 21 stycznia 1989 w Brazzaville) – kongijski piłkarz grający na pozycji napastnika.

## Kariera klubowa
Swoją karierę piłkarską Doré rozpoczął w klubie AS Kondzo. W jego barwach zadebiutował w 2008 roku w kongijskiej lidze. Grał w nim do 2009 roku. W 2010 roku przeszedł do francuskiego drugoligowca, Angers SCO. Swój debiut w Angers zaliczył 19 lutego 2010 w zremisowanym 2:2 wyjazdowym meczu z CS Sedan. Od sezonu 2010/2011 był podstawowym zawodnikiem Angers. Grał w nim do końca sezonu 2012/2013.
Latem 2013 Doré został piłkarzem rumuńskiego Petrolulu Ploeszti. Zadebiutował w nim 29 lipca 2013 w zremisowanym 1:1 domowym meczu z Pandurii Târgu Jiu. W debiucie strzelił gola. W zespole Petrolulu grał przez pół roku.
Na początku 2014 roku Doré przeszedł do bułgarskiego Botewu Płowdiw. Swój debiut w nim zaliczył 23 lutego 2014 w zremisowanym 2:2 domowym meczu z Łudogorcem Razgrad. W maju 2014 wystąpił w przegranym 0:1 finale Pucharu Bułgarii z Łudogorcem.
Latem 2014 Doré został wypożyczony do CFR 1907 Cluj. Zadebiutował w nim 29 września 2014 w wygranym 1:0 domowym meczu z Universitateą Kluż. W Cluj spędził rok.
W 2015 roku Doré wrócił do Angers SCO. W sezonie 2017/2018 był stamtąd wypożyczony do Clermont Foot. W styczniu 2019 odszedł do Botewu Płowdiw, którego barwy reprezentował do końca sezonu 2018/2019.
| Sezon   | Klub              | Kraj     | Rozgrywki                | Mecze | Gole |
| ------- | ----------------- | -------- | ------------------------ | ----- | ---- |
| 2008    | AS Kondzo         | Kongo    | Championnat National MTN | ?     | ?    |
| 2009    | AS Kondzo         | Kongo    | Championnat National MTN | ?     | ?    |
| 2009/10 | Angers SCO        | Francja  | Ligue 2                  | 6     | 1    |
| 2010/11 | Angers SCO        | Francja  | Ligue 2                  | 33    | 4    |
| 2011/12 | Angers SCO        | Francja  | Ligue 2                  | 32    | 3    |
| 2012/13 | Angers SCO        | Francja  | Ligue 2                  | 34    | 3    |
| 2013/14 | Petrolul Ploeszti | Rumunia  | Liga I                   | 16    | 5    |
| 2013/14 | Botew Płowdiw     | Bułgaria | A PFG                    | 12    | 4    |
| 2014/15 | CFR 1907 Cluj     | Rumunia  | Liga I                   | 14    | 1    |
| 2015/16 | Angers SCO        | Francja  | Ligue 1                  | 9     | 0    |
| 2016/17 | Angers SCO        | Francja  | Ligue 1                  | 9     | 0    |
| 2017/18 | Clermont Foot     | Francja  | Ligue 2                  | 15    | 2    |
| 2017/18 | Angers SCO        | Francja  | Ligue 1                  | 0     | 0    |
| 2018/19 | Angers SCO        | Francja  | Ligue 1                  | 0     | 0    |
| 2018/19 | Botew Płowdiw     | Bułgaria | A PFG                    | 16    | 2    |

## Kariera reprezentacyjna
W reprezentacji Konga Doré zadebiutował 11 sierpnia 2010 w przegranym 0:3 towarzyskim meczu z Burkina Faso. W 2015 roku został powołany do kadry na Puchar Narodów Afryki 2015. Rozegrał na nim cztery mecze: z Gwineą Równikową (1:1), z Gabonem (1:0), Burkina Faso (2:1) i ćwierćfinał z Demokratyczną Republiką Konga (2:4).